# Mildred Pierce (boek)
Mildred Pierce is een hard-boiled roman van James M. Cain uit 1941, waar de gelijknamige film noir uit 1945 en de televisieserie uit 2011 op gebaseerd zijn. Mildred Pierce belichaamt de figuur van de moderne en onafhankelijke vrouw, als het equivalent van de self-made man. Zij vertegenwoordigt de emancipatie van een sociale klasse: een vrouw die, gedreven door de Amerikaanse droom, een betere toekomst voor haar kinderen wil veroveren: 

"If you have to do it, you can do it."

## Personages
- Mildred Pierce – vrouw uit de middenklasse, moeder van twee kinderen
- Bert Pierce – echtgenoot van Mildred
- Moiré "Ray" en Veda Pierce – dochters van Mildred
- Wally Burgan – ex-zakenpartner van Bert
- Monty Beragon – rijke playboy en minnaar van Mildred
- Ida – serveerster en vriendin van Mildred

## Verhaal
Mildred Pierce is een moeder uit Los Angeles in de jaren 1930 die we volgen in haar strijd om haar eigen sociale status en die van haar familie te behouden tijdens de Grote Depressie. Gefrustreerd door haar zwakke financiële positie en het gebrek aan steun van haar luie en werkloze man, besluit zij om zelf een job te zoeken en vraagt echtscheiding aan. 
Ze wordt serveerster, maar vindt dat dit niet past bij de status die ze voor zichzelf en haar kinderen wenst. Eigenlijk is het vooral haar ambitieuze oudste dochter Veda die haar dit onder de neus wrijft omdat ze een luxueus leventje wil leiden.
Mildred kent zowel successen (het openen van drie restaurants) als dramatische tegenslagen en tragedies (de dood van haar jongste dochter Ray). Veda geniet van het rijke leventje maar toont zich onverzadigbaar en eist dat haar moeder steeds harder gaat werken. De verhouding tussen moeder en dochter is ook het centrale thema van het boek.